# Gerhard Tötschinger

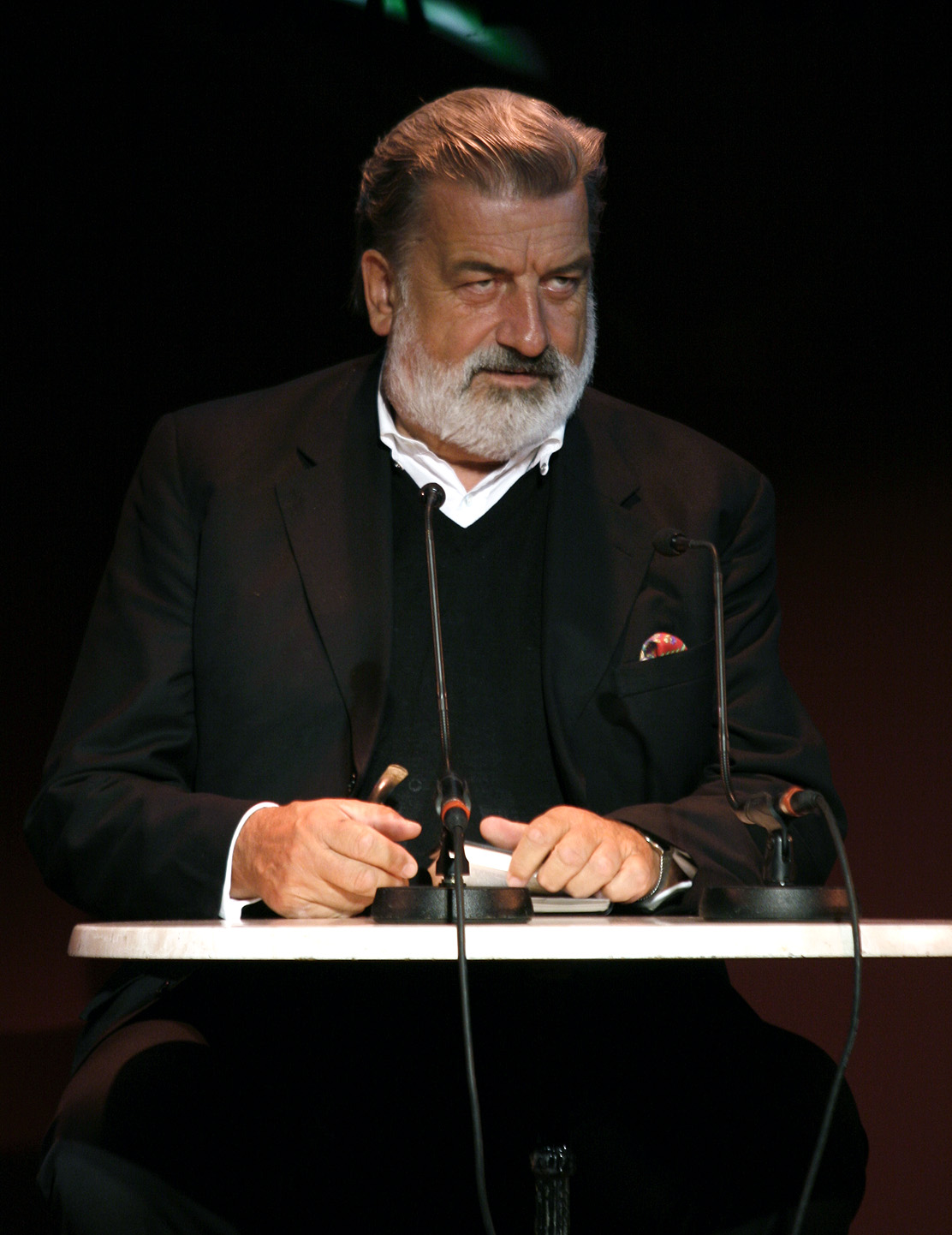
Gerhard Tötschinger bei einer Lesung beim Literaturfestival „Rund um die Burg“ in Wien, 2008

Gerhard Tötschinger (* 26. Juni 1946 in Wien; † 9. August 2016 in Gschwendt) war ein österreichischer Intendant, Schriftsteller, Regisseur, Schauspieler und Fernsehmoderator. Bekannt wurde Tötschinger als Moderator der ORF-Sendung Quiz in Rot-Weiß-Rot, weiters machte er sich als Ausstellungskurator einen Namen. Er verfasste ein umfangreiches schriftstellerisches Werk; seine Publikationsliste umfasst rund 40 selbständig erschienene Bücher. Er war von 1984 bis zu seinem Tod mit der österreichischen Schauspielerin Christiane Hörbiger liiert.

## Leben
Gerhard Tötschinger wurde am 26. Juni 1946 in Wien geboren. Er entstammt einer Offiziersfamilie mit alter Tradition. Die männlichen Vorfahren von Gerhard Tötschinger waren bis zu seinem Vater aktive Offiziere; seine Tante Lucie hatte 19-jährig einen General geheiratet und galt in Offizierskreisen als „jüngste Generalin der Monarchie“.
Tötschinger besuchte das Akademische Gymnasium in Wien, wo er 1965 maturierte. Anschließend begann er ein Studium der Theaterwissenschaft und Kunstgeschichte, das er jedoch abbrach; stattdessen nahm er Schauspielunterricht bei Zdenko Kestranek und Gesangsunterricht bei Arthur Karg-Bebenburg. Bei den Sommerspielen Burg Liechtenstein im Jahr 1966 hatte er seine Premiere als Schauspieler und spielte dabei an der Seite von Gerhard Dorfer und Herwig Seeböck. Von 1967 bis 1973 spielte er auf verschiedenen deutschsprachigen Bühnen in Graz, Bern, Klagenfurt, Düsseldorf, Stuttgart und Frankfurt sowie am Wiener Volkstheater.
Ab 1973 war er Intendant an verschiedenen Bühnen: Von 1973 bis 1977 war er Intendant des Theaters im Burgenland, von 1977 bis 1981 war er Oberspielleiter des Stadttheaters Klagenfurt. Von 1982 bis 1993 war Tötschinger Intendant und bis 1994 künstlerischer Leiter der Sommerspiele „Fest in Hellbrunn“ (Salzburg) und von 1999 bis 2001 war er Intendant der Sommerspiele Perchtoldsdorf.
Für den ORF gestaltete Gerhard Tötschinger in den Jahren 1978 bis 1988 die Fernsehshow Quiz in Rot-Weiß-Rot sowie die Fernsehserien „Dialoge mit Herodot“, „Bundesländerworkshop“ und „Wege im Wandel“. Später war er Mitglied des ORF-Publikumsrats. Bei der Wahl zum ORF-Publikumsrat im Jahr 2010 konnte Gerhard Tötschinger 109.364 der insgesamt 221.340 abgegebenen Stimmen für sich verbuchen, womit er mit großem Vorsprung auf die anderen Kandidaten stimmenstärkster Publikumsrat wurde. Er gehörte auch dem ORF-Stiftungsrat sowie dem Kulturbeirat von ORF III an. Für ORF III gestaltete Tötschinger auch die beliebte „Kultur Heute“-Reihe „Heureka“. In den Jahren 1992 bis 1998 moderierte er für Telearco Firenze Serien wie „Sulle tracce degli Asburgo“ oder „I Tesori d’Europa“.
Im August 2008 stand er unter der Regie von Felix Dvorak beim Schloss-Weitra-Festival in Hermann Bahrs Komödie Die Kinder auf der Bühne und arbeitete an einem Fernsehporträt über Christiane Hörbiger für Ziegler-Film, welches im Oktober 2008 ausgestrahlt wurde. Im Jänner 2009 erlitt Tötschinger als Folge eines Fahrradunfalls eine Blutvergiftung, die die Amputation seines linken Fußes nach sich zog. Im Jahr 2010 trat er als prominenter Quereinsteiger für die ÖVP bei der Landtags- und Gemeinderatswahl in Wien an, wobei seine langjährige Lebensgefährtin, die Schauspielerin Christiane Hörbiger, Wahlwerbung für die SPÖ machte. Der Bezirksvorsteher von Wien-Döbling, Adolf Tiller, soll Gerhard Tötschinger im Jahr darauf sogar als neuen ÖVP-Chef von Wien ins Gespräch gebracht haben.
Eine große Leidenschaft von Gerhard Tötschinger war der Denkmalschutz. Er war Vorstandsmitglied der Gemeinnützigen Österreichischen Baukulturstiftung, einer Institution zur Erhaltung österreichischer Kulturdenkmäler. Tötschinger zeigte immer wieder auch gesellschaftspolitisches Engagement, wobei er seine Stellung als Person des öffentlichen Lebens gezielt einzusetzen verstand.
Seine Passion für Geschichte, insbesondere für die Geschichte Österreichs und Wiens, fand Niederschlag in zahlreichen Publikationen. Auch im Rahmen seiner regen Vortragstätigkeit waren historische Themen häufig im Fokus. Gerhard Tötschinger trat zudem als Ausstellungskurator hervor: In Baden bei Wien kuratierte er im Jahr 2013 die Eröffnungsausstellung „Die Welt der Habsburger“ im neu als Museum adaptierten Kaiserhaus und beschickte diese mit ausgewählten Objekten aus der „Sammlung Gerhard Tötschinger“. Die „Sammlung Gerhard Tötschinger“ beschränkte sich nicht nur auf Figurinen von Helmut Krauhs, die Tötschinger in der Eröffnungsausstellung im Badener Kaiserhaus präsentierte. Darüber hinaus sammelte er Hüte, historisches Spielzeug, Zinnfiguren und sonstige Objekte mit historischen Bezügen.
Seine Italophilie gab Anlass zur Entstehung einer Reihe von literarischen Werken und für zahlreiche Engagements. Im Alter von 30 Jahren wurde Tötschinger gewahr, dass sein Namens- und Schutzpatron, der heilige Gerhard (San Gerardo), aus Venedig stammte. Diese Erkenntnis trug zu einem Ausbruch massivsten Interesses für alles Italienische bei. Fortan tauchte in seinen Interviews immer wieder der Satz „Wo ich bin, ist Italien“ auf. Als Theaterregisseur wirkte Tötschinger in Neapel, Rom und Bozen, wobei er mit Stars wie Giuseppe Taddei, Ferruccio Soleri und Bruno Venturini zusammenarbeitete. Es folgten zahlreiche Vorträge zu kulturhistorischen Themen in ganz Italien, zudem verfasste er rund 60 Drehbücher für italienische TV-Stationen. 1994 bis 1999 war er künstlerischer Leiter des Festivals Arteuropa Todi (Umbrien). Sein im Jahr 2000 im Amalthea Verlag erschienenes Buch „Nur Venedig ist ein bissl anders“ wurde sogar ins Chinesische übersetzt und erschien 2006 in Peking. Für seine vielfältigen Aktivitäten rund um die italienische Kultur wurden Tötschinger auch Ehrungen zuteil: 1994 war ihm für sein Buch „Sulle tracce degli Asburgo“ der Preis „Un libro per il turismo“ verliehen worden. Im Jahr 1998 erhielt er den Verdienstorden der Republik Italien mit dem Rang Commendatore.
Gerhard Tötschinger war ein Förderer des Marionettentheaters Schloss Schönbrunn. Bei einer Reihe von Produktionen führte er Regie. Verantwortlich zeichnete er im Marionettentheater Schloss Schönbrunn für die Inszenierung der Zauberflöte, der Kinderzauberflöte und der Kinderfledermaus. Noch kurz vor seinem Tod machte Tötschinger im Sommer 2016 bei einer gemeinsam mit Freunden und Kollegen anlässlich seines 70. Geburtstages durchgeführten Oldtimer-Autobus-Rundreise durch Wien im Marionettentheater Schloss Schönbrunn Station. Als Initiator des Wettbewerbs „Vinum et Litterae“ förderte Tötschinger auch österreichische Künstler und Schriftsteller. Der Wettbewerb wurde von 2004 bis 2013 jährlich abgehalten. Die Preisverleihung fand jeweils im Kloster Und in Krems an der Donau statt.
Tötschinger war Mitglied der katholischen Schülerverbindung K.Ö.St.V. Badenia Baden im Mittelschüler-Kartell-Verband. Er war ab 2009 Ehrenmitglied der katholisch-österreichischen Landsmannschaft Carolina Wien im Akademischen Bund Katholisch-Österreichischer Landsmannschaften. „Er war ein Konservativer, der niemals mit Ressentiments gespielt hat“, betonte der Wiener Kulturstadtrat Andreas Mailath-Pokorny (SPÖ) in seiner Begräbnisrede in der Friedhofskirche zum heiligen Karl Borromäus.

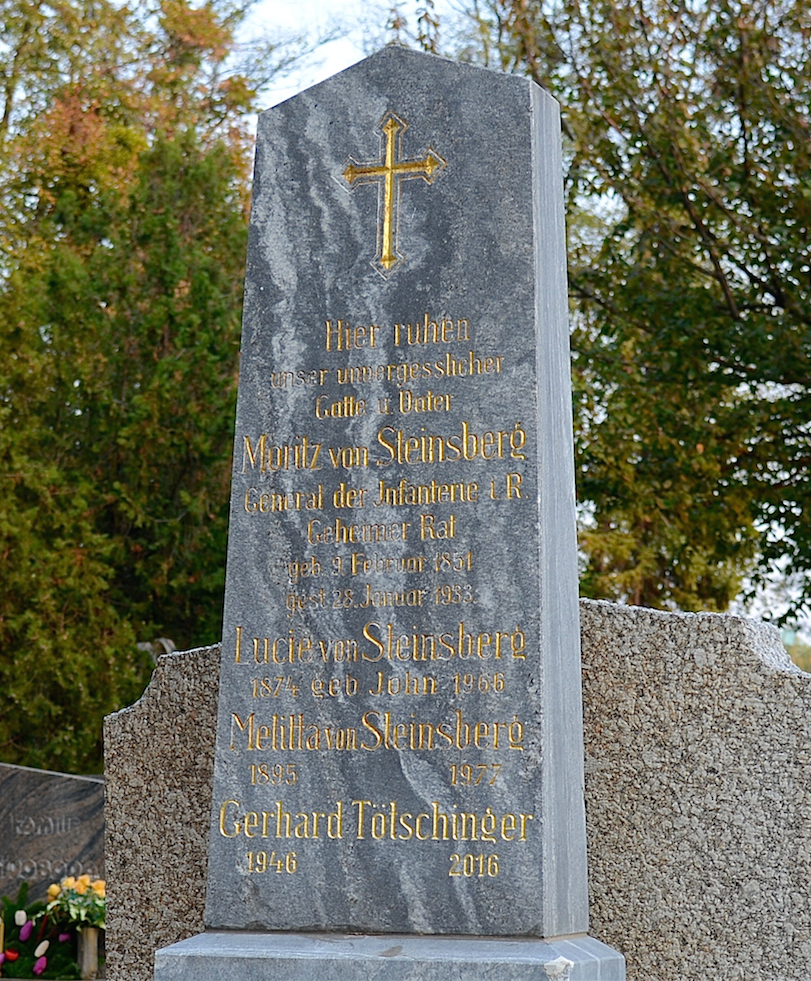
Grabstätte von Gerhard Tötschinger

Der geschiedene Vater einer Tochter war ab 1984 der Lebensgefährte der Schauspielerin Christiane Hörbiger. In der Nacht vom 9. auf den 10. August 2016 erlag Gerhard Tötschinger in seinem Sommerdomizil in Gschwendt am Wolfgangsee, wo er sich gemeinsam mit Christiane Hörbiger auf Urlaub befand, einer Lungenembolie. Seine letzte Ruhestätte befindet sich auf dem Wiener Zentralfriedhof (Gr. 12B, R. 7, Nr. 8) im Familiengrab, das als ehrenhalber gewidmetes Grab deklariert wurde.

## Ehrungen und Auszeichnungen (Auswahl)
- 1990: Österreichisches Ehrenkreuz für Wissenschaft und Kunst[31]
- 1994: Un libro per il turismo – Italienischer Reisebuchpreis für das Werk „Sulle tracce degli Asburgo“[20]
- 1998: Verdienstorden der Italienischen Republik mit dem Rang Commendatore[20]
- 2001: Berufstitel Professor[31]
- 2006: Großes Ehrenzeichen für Verdienste um das Bundesland Niederösterreich[6]
- 2012: Buchpreis der Wiener Wirtschaft[6]
- Goldene Ehrenmedaille der Stadt Salzburg[6]
- 2015: Goldenes Verdienstzeichen des Landes Wien[32]
- 2016: Österreichisches Ehrenkreuz für Wissenschaft und Kunst I. Klasse[31]

## Werke (Auswahl)
- Baden bei Wien. Reiseführer, 1974
- Reinhard Tötschinger (Hrsg., Illustr.), —, Herbert Hochhofer (Fotogr.): Baden persönlich. Ein Spaziergang durch Baden und seine nähere Umgebung mit zufälligen Stationen – Mayerling, Gutenstein, Gumpoldskirchen (…), 1978, ISBN 3-900316-01-5
- —, Hilde Schmölzer: Österreich in Farbe, 1983
- —, Hilde Schmölzer: Österreich. Natur, Kunst, Kultur, 1983
- —, Harry Weber (Ill.): Hellbrunn – ein Fest, 1987
- Sherlock Holmes und das Geheimnis der Sachertorte. Roman, 1988
- —, Christoph Wagner: Köchelverzeichnis. Rezepte aus der Mozartzeit, 1990
- Auf den Spuren der Habsburger, 1992
- Die Habsburger in Tirol. Geschichte und Wirkung, 1992
- Christiane Hörbiger. Eine Biographie aus der Nähe, 1993
- Walter Fritz, —: Maskerade. Kostüme des österreichischen Films – ein Mythos, 1993
- Sisi goes Baden. In: Tina Kosak (Hrsg.), Friederike Anders (Illustr.): Sisi – Sisismus, Sisismen. Geschichte – Mythos – Gegenwart, eine Ausstellung internationaler zeitgenössischer Kunst zum Thema Kaiserin Elisabeth von Österreich in Verbindung mit Gegenständen aus ihrem persönlichen Besitz. Galerie Menotti, Baden, 17. Mai bis 19. September 1998, 1998
- János Kalmar (Bild), — (Wort): Budapest Wien 2000. Ausgabe zu Ehren der Jahrtausendwende, 1999
- Otto von Habsburg. Ein Kampf um Österreich 1938–1945, 2001
- Ach, wer da mitreisen könnte. Reisen im Biedermeier, 2001
- „Nur Venedig ist ein bissl anders“. Geschichten und Anekdoten aus einer besonderen Stadt, 2002
- Wünschen zu speisen? Ein kulinarischer Streifzug durch die Länder der österreichischen Monarchie, zweite, durchgesehene und erweiterte Auflage, 2003 (erste Auflage: 1996)
- Österreich ist ein bissl anders. Geschichten und Anekdoten aus einem besonderen Land, 2003
- Mein Salzkammergut. Auf den Spuren der Habsburger, 2005
- — (Hrsg.), Klaus Seitz (Illustr.): Es wird ein Wein sein. Beseligende Geschichten, 2005
- Alles Wein! Literatur & Karikatur, 2006
- Sammelsurium Austriacum. Was Sie über Österreich wirklich nicht wissen müssen, 2006
- O Du mein Österreich! 100 Begegnungen mit einem geliebten Land, 2006
- Sherlock Holmes und das Geheimnis von Mayerling, 2008
- Venedig für Fortgeschrittene. Bon di, Venezia cara, 2009
- —, Klaus Seitz (Illustr.): Venezianische Kurzgeschichten, 2009
- Kaiser, Gärtner, Kapitän. Die Habsburger und ihre Berufe, 2010
- Gottfried Allmer, Josef Riedmann, —: Alois Hörbiger (1810–1876). Der Orgelbauer von Tirol, 2010
- Franz Liszt. Vom Dorf in die Welt, 2011
- Viva l’Italia. Erlebtes, Erdachtes, Erlesenes, 2012
- Gerhard Trumler, — (Hist. Text): Thermalbad Vöslau. Ein Bad für alle Jahreszeiten. Frühlingsluft, Sommertraum, Herbstblätter, Wintermärchen, 2013
- Die Donau. Geschichte und Geschichten vom großen Strom, Amalthea, Wien 2013, ISBN 978-3-85002-824-0.
- Das Kaiserhaus & Helmut Krauhs, Amalthea Signum Verlag, Wien 2013, ISBN 978-3-85002-856-1.
- Mörderisches Venedig. Die dunkle Seite der Serenissima, Amalthea, Wien 2014, ISBN 978-3-85002-882-0.
- Von St. Stephan nach St. Marx: Die Wiener Bezirke I, II und III; Wiener Geschichten für Fortgeschrittene, Amalthea, Wien 2015, ISBN 978-3-99050-005-7.
- Vom Schaumburgergrund ins Lichtental. Die Wiener Bezirke IV bis IX; Wiener Geschichten für Fortgeschrittene, Amalthea, Wien 2016, ISBN 978-3-99050-034-7.

## Filmografie
- 1968: Laubenkolonie (TV), als Gerichtsvollzieher
- 1970: Der Weyland Casperl (TV), als Luftballonausrufer
- 1971: Die heilige Johanna (TV), als Der Scharfrichter
- 1972: Die Angst des Tormanns beim Elfmeter
- 1972: Libussa (TV), als Schankbursch
- 1973: Hallo – Hotel Sacher … Portier! (ZDF/ORF-Fernsehserie), als Wagenmeister (in 5 Folgen)
- 1973 Tatort des ORF (Fernsehreihe), in der Folge „Frauenmord“, als Kaffeehausbesucher
- 1994: Tafelspitz, als Priester
- 2000: Julia – Eine ungewöhnliche Frau (Fernsehserie), als Oberstaatsanwalt (in 2 Folgen)
- 2000: Kommissar Rex (Fernsehserie), in der Folge „Jagd nach dem ewigen Leben“, als Otto Nordegg
- 2006: Tom Turbo (Fernsehserie), in der Folge „Das Spukinternat“, als Wächter
- 2006: Die Johannes B. Kerner Show (Fernsehserie)
- 2006: Die Kapuzinergruft – Grabstätte einer Dynastie (TV-Dokumentation)
- 2012: Hommage an Heinz Holecek (Dokumentation)
- 2013: Aus dem Archiv – Heinz Conrads (TV-Dokumentation)
- 2015: Aus dem Archiv – Peter Weck (TV-Dokumentation)
- 2015: Aus dem Archiv – 60 Jahre Fernsehen (TV-Film)
- 2016: Aus dem Archiv – Harald Serafin (TV-Dokumentation)
- 2016: Mythos Geschichte: Der Seeheld des Kaisers – Admiral Tegetthoff und die Seeschlacht von Lissa (TV-Dokumentation)
- 2016: Edles Metall: Edles Handwerk (TV-Dokumentation)
- 2016: Kaiserstadt Bad Ischl (TV-Dokumentation)